# Umma uralkodóinak listája
Umma az ókori Sumer egyik városállama volt az i. e. 3. évezredben. Uralkodói az enszi címet viselték. Közülük a legjelentősebb Lugalzageszi, aki a Kis királya (lugal) címet és az egész Sumer feletti hatalmat is megszerezte egy időre. A lista erősen hézagos, egyes feltüntetett nevei között is voltak nem ismert uralkodók.
| Uralkodó             | Rövid kronológia | Középső kronológia | Hosszú kronológia | Megjegyzés                                                       |
| -------------------- | ---------------- | ------------------ | ----------------- | ---------------------------------------------------------------- |
| I. Lagas-i dinasztia |                  |                    |                   |                                                                  |
| Us                   |                  |                    |                   | Meszilim, Kis királya idején vagy utána                          |
| Enakalli             |                  |                    |                   | Éannatum, Lagas enszijének kortársa, újra kijelölik a határt     |
| Urlumma              |                  |                    |                   | I. Enannatum és Entemena, Lagas enszijei kortársa                |
| Il                   |                  |                    |                   | Zabalam város sanguja, kihasználva Urlumma vereségét Entemenától |
| Ukus                 |                  |                    |                   | Niszaba ummai templomának mah-(pap)ja                            |
| Lugalzageszi         |                  |                    |                   | Ukus fia, Niszaba ummai templomának mah-(pap)ja                  |